# あさトラ!
あさトラ！は、毎日放送テレビ（MBSテレビ）で2003年8月18日から2003年9月16日まで放送されていた関西ローカルの阪神タイガース応援情報番組。放送時間は朝7:45頃～8:22。TBSからのネットによる「ウォッチ!」の枠内で放送。
この頃の「ウォッチ!」にはローカル枠がなかったが、MBSでは阪神が優勝するまでの期間限定で一部時間帯を差し替えて放送していた。正式名称は『優勝するまでSP・あさトラ！』

## 出演者
- 上泉雄一（MBSアナウンサー）
- 矢崎滋
- 飯星景子
- 月亭八光
- 遠山奬志（MBS野球解説者）
- 伊藤敦規（MBS野球解説者）

## 主なコーナー
- 昨夜の阪神劇場
- 食べたいんやっ！

ほか